# آديرنا
آديرنا (بالكازاخية:  aдырна)، هي آلة موسيقية صغيرة تشبه القيثار تستعمل في الموسيقى الكازاخية التقليدية.

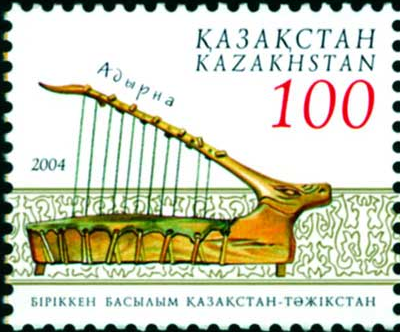
آديرنا